# Hotel Sherry Netherland
L'Hotel Sherry Netherland est un hôtel de 171 mètres de hauteur construit à New York aux États-Unis de 1925 à 1927. Le hall d'entrée de l'immeuble a été copié sur la Bibliothèque vaticane à Rome.
L'immeuble a été conçu dans un style néogothique et un style Art déco par les agences d'architecture Schultze & Weaver et Buchman & Kahn 